# 克罗切塔-德尔蒙特洛
克罗切塔-德尔蒙特洛（義大利語：Crocetta del Montello），是意大利威尼托大区特雷维索省的一个市镇。总面积26平方公里，人口6036人，人口密度232.2人/平方公里（2009年）。国家统计（ISTAT）代码为026025。